# Сопайпілья
Сопайпілья (ісп. sopaipilla, sopapilla, sopaipa або cachanga) — смажені у фритюрі коржики або пончики, поширені в Іспанії та Латинській Америці, рецепт яких має свої особливості в кожній іспаномовній країні.

## Етимологія
Слово sopaipilla є зменшувальним від слова sopaipa, яке увійшло в іспанську мову з мосарабської мови Аль-Андалусу. Початкове мосарабське слово Xopaipa використовувалося для позначення хліба, просоченого олією. Слово походить, своєю чергою, від німецького слова «suppa», що означало хліб, просочений рідиною (отсюда же немецкое «Suppe» и русское «суп»).
Сопайпілью за традицією готують із дріжджового пшеничного тіста (або, в Латинській Америці, із суміші пшеничного борошна та маса харини – сушеного тіста з кукурудзяного борошна), в яке додають масло або жир. Після того, як тісто піднялося, його розкочують у листки, який потім розрізають на круглі, квадратні або трикутні форми розміром від 8 до 20 сантиметрів (залежно від рецепту). Потім ці шматочки смажаться у фритюрі (іноді перед цим дозволивши піднятися), смаження змушує їх надуватися, в ідеалі утворюючи порожню кишеню в центрі.

## Історія
Смажені коржики були винайдені людьми ще коли були придумані ранні гончарні посудини, в яких можна було зберігати олію або жир: близько 5000-3000 років до нашої ери. У давні часи смаження коржів було примітивною заміною випічки, для якої був потрібний тільки вогонь і простий посуд. Кожна культура розробила ту чи іншу форму коржиків. Варіанти сопайпільї зустрічаються в латиноамериканській, техаско-мексиканській кухні та кухні південного заходу США.

## Регіональні варіанти

### Аргентина

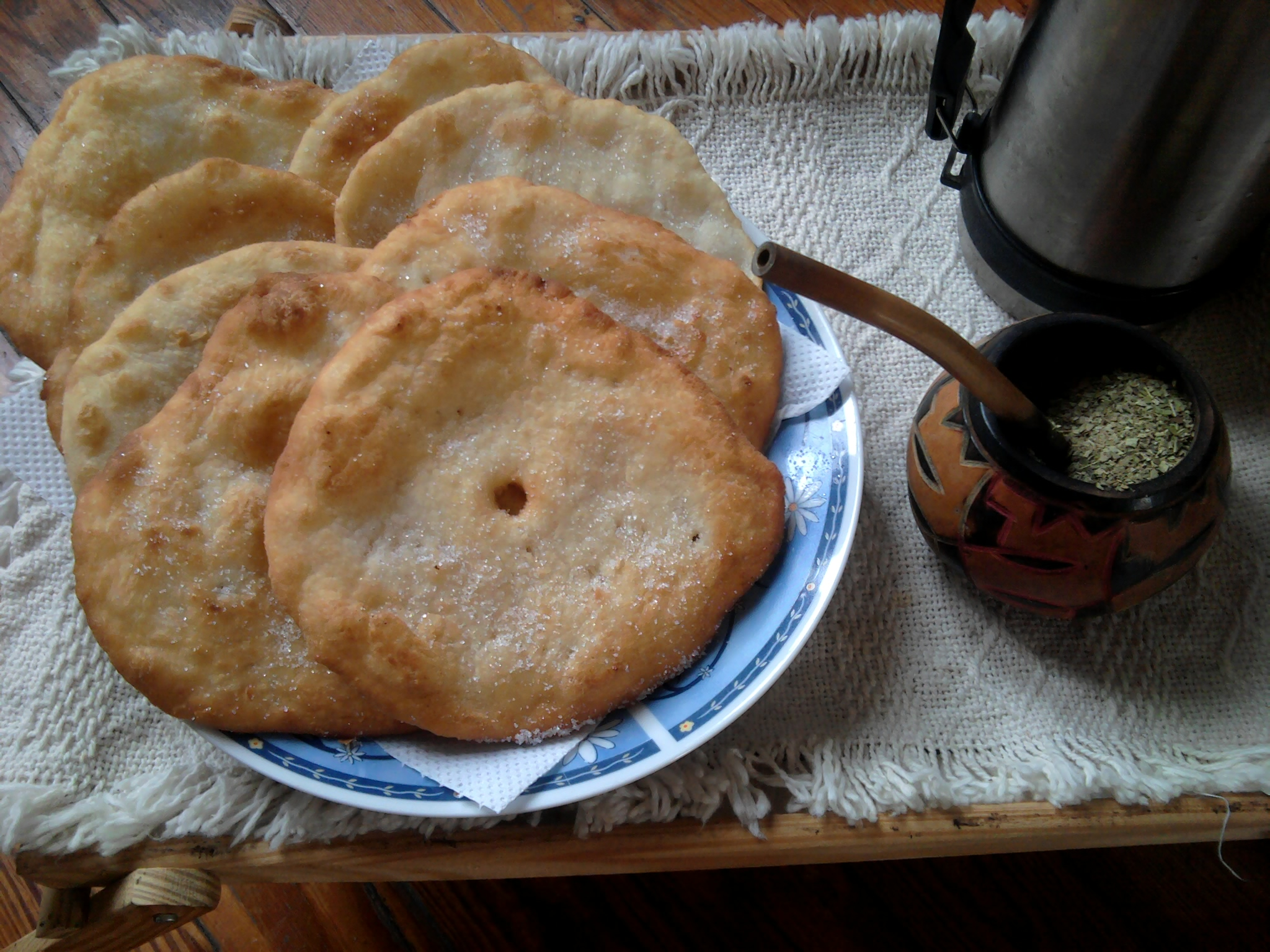
Торта фрита, Аргентина та Уругвай

В Аргентині ця випічка відома під іншими назвами, крім сопайпу, супайпу та сопайпілья, включаючи торта фрита, крипель (від регіонального німецького Kreppel) та чипа куерито.

### Чилі

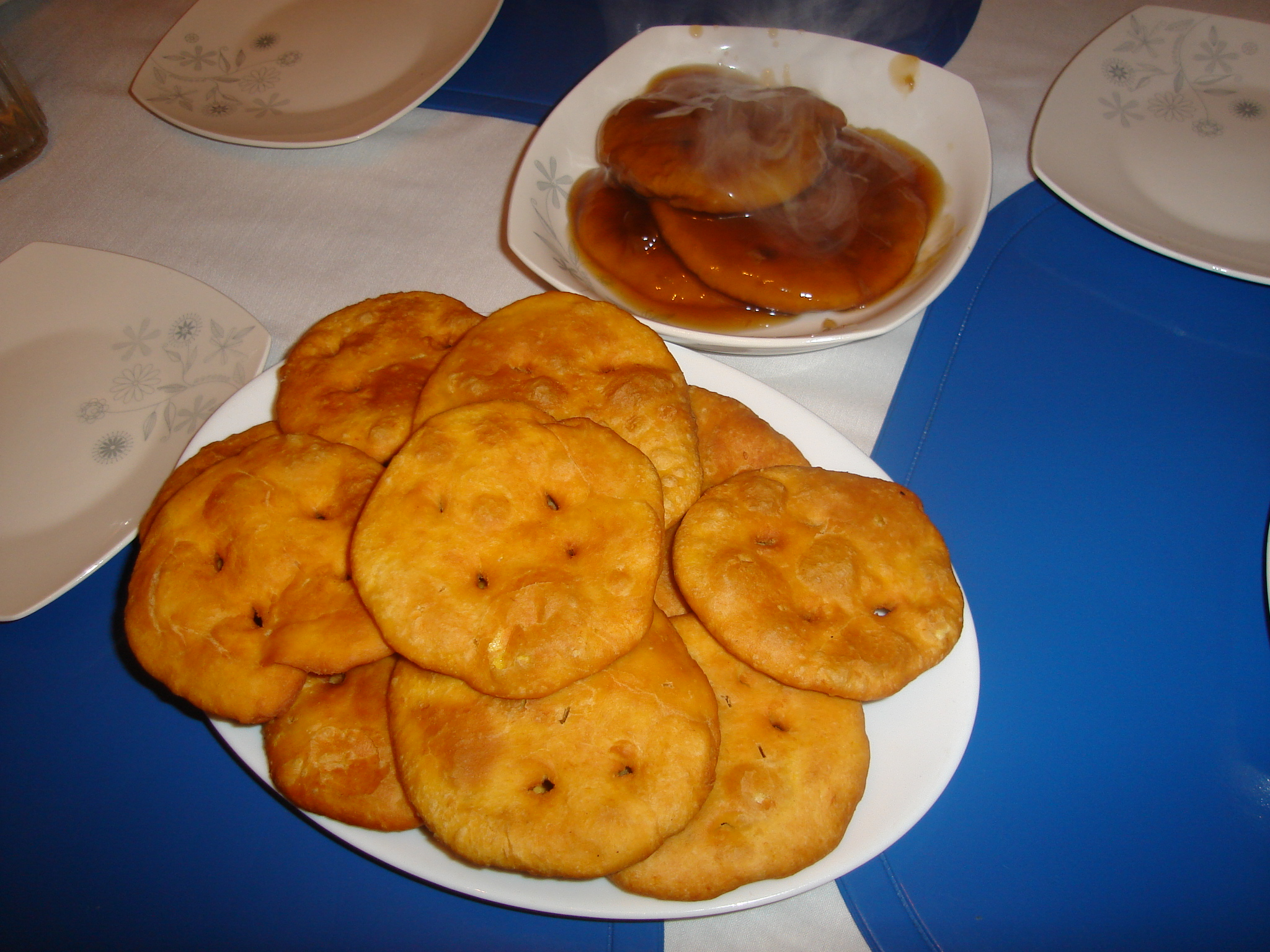
Центральночилійські сопайпілья посадас (просочені) і без соусу чанкаку

Відомо, що в Чилі сопайпілья (або сопайпас) вживають у їжу принаймні з 1726 року. Хоча традиційні чилійські сопайпільї, приготовані в центральній частині Чилі, включають в тісто приготований мелений гарбуз, на півдні йогокраїни зазвичай немає. Залежно від того, чи подаються вони у вигляді випічки або хліба, чилійські сопайпільї традиційно подають або з пебре (соус з перцю чилі, цибулі, часнику та коріандру), або варять у соусі чанкаку (домашній гострий сироп, приготовлений з панелі та апельсинової цедрим і кориці, і тоді вони називаються sopaipillas pasadas). Їх також подають з гірчицею, кетчупом, гарячою олією, авокадо або сиром. У Чилі сопайпілью традиційно готують вдома і їдять у дні сильного дощу, а також вона користуються широкою популярністю як вулична їжа, особливо взимку. Чилійські сопайпільї круглі та плескаті, з отворами, проколотими в центрі тіста, зазвичай виделкою.
Sopaipillas pasadas — це назва, дана центрально-чилійським сопайпільям, які подають із соусом чанкаку.

### Перу
У Перу це смажене тісто називається качанга, і воно може бути як солодким, так і кислим. Це традиційна страва перуанської кухні, яку зазвичай їдять під час сніданку, готують по-різному залежно від регіону, з одним із рецептів, що включає використання кориці. Основна відмінність між цією формою сопайпільї та іншими версіями полягає в тому, що вони більші, тонші та жорсткіші.

### США
Sopaipillas в новомексиканській кухні — це смажене тісто у формі подушок, відмінне від латиноамериканських варіацій. Подібно до смаженого хліба корінних американців, їх зазвичай подають у вигляді хліба і використовують для вмокання соусів, зачерпування ласих шматочків, надання смаку або подрібненням у тушковане м'ясо. Його називали «пончиком Південного Заходу», тоді як інші автори говорили, що «цей недріжджевий хліб із простим смаком безумовно не пончик, але й не оладки».
У північній частині Нью-Мексико їх часто начиняють пікантними інгредієнтами, такими як яловичий або курячий фарш, покривають чилі та сиром і подають з листям салату та помідорами як основну страву, але такі «фаршировані сопайпільї» є відносно новим нововведенням і хоча й досить популярні, але невідомі у південній частині штату. Іноді їх їдять як десерт, поливаючи медом чи анісовим сиропом. Але їх часто їдять так само під час самої їжі, оскільки кухня Нової Мексики має тенденцію бути дуже гострою, а солодкі сиропи зменшують відчуття пекучості.
Сопайпілья в техаско-мексиканській кухні — листкове тісто, але в іншому схоже на сопайпілью в нью-мексиканському стилі, за винятком того, що вони завжди подаються як десерт, покриті цукровою корицею та подаються з медом. У багатьох техаско-мексиканських ресторанах в Техасі та Оклахомі подають десертні сопайпільї як частина безкоштовної «установки»: чипси та сальса подаються перед їжею, іноді разом із соусом кесо, маринованими овочами та борошняними коржиками та сопайпільєю, що подаються в кінці трапези.
Сопайпілья та штрудель разом вважалися випічкою штату Техас з 2003 по 2005 рік.

### Уругвай
В Уругваї варіант сопайпільї відомий як торта фриту, що в перекладі з іспанської мови означає — смажені пиріжки. Tortas fritas готують з борошна, солі та води, змащують коров'ячим жиром, розкочують у тонке тісто великої форми (20–25 см) та обсмажують у фритюрі на коров'ячому жирі. Зазвичай вони солоні, але прийнято посипати їх цукром та їсти як закуску. Їх зазвичай готують у дощові дні.